# Eduard Dubinski
Eduard Isaakowycz Dubinski, ros. Эдуард Исаакович Дубинский, ukr. Едуард Ісаакович Дубинський, Eduard Isaakowicz Dubynski (ur. 19 kwietnia 1935 w Charkowie, Ukraińska SRR, zm. 11 maja 1969 w Moskwie) – ukraiński piłkarz, grający na pozycji prawego obrońcy, reprezentant Związku Radzieckiego.

## Kariera piłkarska

### Kariera klubowa
Rozpoczął karierę piłkarską w Łokomotywie Charków. Potem służył w wojskowych klubach OBO Kijów i ODO Swierdłowsk, skąd został skierowany do CSKA Moskwa. W 1964–1965 bronił barw reprezentacji Południowej Grupy Wojsk, stacjonującej na Węgrzech. Następnie występował w SKA Odessa. Z powodu choroby był zmuszony zakończyć karierę piłkarską w klubie Mietałłurg Lipieck.

### Kariera reprezentacyjna
Występował w reprezentacji Związku Radzieckiego. Uczestnik mistrzostw świata w 1962 roku. W turnieju finałowym w pierwszym spotkaniu reprezentacji ZSRR przeciwko Jugosławii, Dubinskiemu złamali nogę, przez co trafił do szpitala. Sprawca kontuzji Muhamed Mujić nie został nawet ukarany kartką. Uraz spowodował, że u Dubinskiego rozwinął się mięsak, który prawdopodobnie przyczynił się do jego śmierci. Zmarł w 1969 roku w wieku 34 lat.

## Sukcesy i odznaczenia

### Sukcesy klubowe
- brązowy medalista mistrzostw ZSRR: 1958

### Sukcesy reprezentacyjne
- uczestnik turnieju finałowego mistrzostw świata: 1962
- wicemistrz Europy: 1964

### Sukcesy indywidualne
- 3-krotnie wybrany do listy 33 najlepszych piłkarzy ZSRR:
  - Nr 1: 1961, 1962, 1963

### Odznaczenia
- tytuł Mistrza Sportu ZSRR: 1959
- tytuł Zasłużonego Mistrza Sportu ZSRR: 1969